# I Miss You (canción de Björk)
«I Miss You» es un sencillo lanzado en febrero de 1997 por la cantante y compositora islandesa Björk. El mismo pertenece a Post, álbum lanzado en 1995.

## Acerca de la canción
La canción I Miss You fue escrita por Björk y Howie B y habla de que ya echa de menos a su novio sin ni siquiera haberle conocido.

## Videoclip
El video musical estuvo a cargo de Spümco, la empresa de animación creada por John Kricfalusi, el creador de los dibujos Ren & Stimpy. Éste fue el único trabajo de Spümco para una cantante por mucho tiempo. Más tarde, en 2006 trabajó para Weird Al Yankovic y Tenacious D. El videoclip es casi íntegro en dibujos animados ya que en algunas ocasiones aparece Björk con el pelo rojo y algunas imágenes por ordenador.

### Lista de canciones (CD 1)
1. «I Miss You»
2. «I Miss You» - Dobie's Rub Part Two - It's A Hip Hop Thing
3. «I Miss You» - Darren Emerson Underwater Mix
4. «Karvel»

## Segundo disco
Nombre: I Miss You .

Fecha de lanzamiento:febrero de 1997.

Formato: CD.

### Lista de canciones (CD 2)
1. «I Miss You» - dobie's rub part one - sunshine mix
2. «Hyperballad» - Lfo
3. «Violently Happy» - Live*
4. «Headphones» - Mika Vainio Remix

(*) NOTA: la pista en vivo (Live) fue grabada el 13 de septiembre de 1996 en Wembley, Canadá.